# Brenda Howard
Brenda Howard (24. Dezember 1946 – 28. Juni 2005) war eine amerikanische Aktivistin für die Rechte von Bisexuellen, sex-positive Feministin und polyamor. Howard war eine wichtige Persönlichkeit der modernen LGBTQIA-Bewegung.

## Biographie
Brenda Howard wurde in der Bronx  geboren und wuchs in Syosset auf Long Island in einer jüdischen Familie auf. Sie besuchte die Syosset High School und schloss das Borough of Manhattan Community College mit einem Abschluss als Krankenpflegerin ab.
In den späten 1960ern war Howard in der Bewegung gegen den Vietnam-Krieg aktiv. 1969 lebte sie in einer Kommune mit Anti-Kriegs-Aktivisen und Kriegsdienstverweigerern in Downtown Brooklyn New York. Wie viele andere Frauen in der damaligen US-amerikanischen Anti-Kriegs-Bewegung betrachtete Howard die Männer-dominierte Bewegung kritisch und engagierte sich auch in der feministischen Bewegung.
Als militante Aktivistin war sie über dreißig Jahre hinweg mit der Planung von und Teilnahme an Aktionen für LGBT-Rechte aktiv. Howard war ein aktives Mitglied der Gay Liberation Front und für einige Jahre im Vorsitz des Gay Activists Alliance’s Speakers Bureau der post-Stonewall Ära.
Howard ist bekannt als die „Mother of Pride“  für ihre Arbeit in der Veranstaltung des ersten LGBT Pride march 1970. Sie war es auch, die die Idee für eine einwöchige Serie an Veranstaltungen rund um den Pride March hatte, woraufhin die mittlerweile jährlichen LGBT-Pride-Feierlichkeiten auf der ganzen Welt im Monat Juni stattfinden. Howard wird zusammen mit dem bisexuellen Aktivisten Robert A. Martin (alias Donny the Punk) und dem kontroversen Aktivisten L. Craig Schoonmaker zugeschrieben, das Wort „Pride“ in diesem Kontext gegrägt zu haben. Der bisexuelle Aktivist  Tom Limoncelli sagte später: „The next time someone asks you why LGBT Pride marches exist or why LGBT Pride Month is June tell them 'A bisexual woman named Brenda Howard thought it should be.'“
Als wichtige Persönlichkeit der LGBT-Community in New York City war Howard aktiv in der „Coalition for Lesbian and Gay Rights“,  die 1986 zusammen mit ACT UP und Queer Nation dabei half,  New York City’s Gay rights -Gesetz durch das City Council zu bringen.
1987 gründete Howard das „New York Area Bisexual Network“ mit, das  Services für die wachsende bisexuelle Community der Region koordinierte. Sie war außerdem ein aktives Mitglied der frühen bisexuellen politischen Gruppe BiPAC/Bialogue, Organisatorin  für BiNet USA, Mitveranstalterin der Bisexual S/M Discussion Group und Gründerin der landesweit ersten Gruppe Anonymer Alkoholiker für Bisexuelle. Auf Landesebene arbeitete Howard am „March on Washington for Lesbian and Gay Rights“ 1987, dem „March on Washington for Lesbian, Gay and Bi Equal Rights and Liberation“ 1993, wo sie weibliches Vorstandsmitglied der Leder-Gruppe war, und Stonewall 1994 mit.
Howard lebte offen polyamor und praktizierte BDSM.
Howard starb am 28. Juni 2005 an Darmkrebs. Sie hinterließ ihren langjährigen Partner Larry Nelson.